# Yanqui U.X.O.
Yanqui U.X.O. is het derde album van de Canadese post-rockband Godspeed You! Black Emperor. De productie was in handen van Steve Albini.

## Nummers
De vinylversie van Yanqui U.X.O. bestaat uit vier platen, op CD staan alle nummers op één schijfje. In tegenstelling tot de twee vorige studioalbums van Godspeed is zijn de nummers niet meer onderverdeeld in 'movements'. De vinylversie duurt langer dan de cd-versie.
Vinylversie
1. Zijde een: "09-15-00" - 22:40
2. Zijde twee: "Rockets Fall on Rocket Falls" - 20:43
3. Zijde drie: "Motherfucker=Redeemer" - 21:30
4. Zijde vier: "Motherfucker=Redeemer (cont.)" - 15:25

CD-versie
1. "09-15-00, Part 1" - 16:27
2. "09-15-00, Part 2" - 6:17
3. "Rockets Fall on Rocket Falls" - 20:42
4. "Motherfucker=Redeemer, Part 1" - 21:22
5. "Motherfucker=Redeemer, Part 2" - 10:10

## Bezetting

### Godspeed You! Black Emperor
- Thierry Amar – basgitaar
- David Bryant – elektrische gitaar
- Bruce Cawdron – drums
- Aidan Girt – drums
- Norsola Johnson – cello
- Efrim Menuck – elektrische gitaar
- Mauro Pezzente – basgitaar
- Roger Tellier-Craig – elektrische gitaar
- Sophie Trudeau – viool

### Gastmuzikanten
- Josh Abrams – contrabas
- Geof Bradfield – basklarinet
- Rob Mazurek – trompet
- Matana Roberts – klarinet

### Technisch personeel
- Steve Albini – opnames, productie
- Howard Bilerman – mix
- Godspeed You! Black Emperor – mix
- John Loder – mastering
- Steve Rooke – mastering